# Tine Scheuer-Larsen
Tine Scheuer-Larsen (Ølstykke, 13 marzo 1966) è un'ex tennista danese.

## Carriera
In carriera ha vinto 7 titoli di doppio. Nei tornei del Grande Slam ha ottenuto il suo miglior risultato raggiungendo le semifinali di doppio misto all'Open di Francia nel 1987, in coppia con il connazionale Michael Mortensen.
In Fed Cup ha disputato un totale di 58 partite, ottenendo 33 vittorie e 25 sconfitte.

## Statistiche

### Singolare

#### Finali perse (1)
| Numero | Anno           | Torneo                         | Superficie  | Avversaria in finale | Punteggio |
| 1.     | 27 aprile 1986 | WTA South Carolina, Charleston | Terra rossa | Elise Burgin         | 1-6, 3-6  |

### Doppio

#### Vittorie (7)
| Numero | Anno           | Torneo                            | Superficie  | Compagna           | Avversarie in finale              | Punteggio     |
| 1.     | 5 aprile 1987  | WTA South Carolina, Charleston    | Terra rossa | Laura Gildemeister | Mercedes Paz Candy Reynolds       | 6–4, 6–4      |
| 2.     | 2 agosto 1987  | Swedish Open, Båstad              | Terra rossa | Penny Barg         | Sandra Cecchini Patricia Tarabini | 6-1, 6-2      |
| 3.     | 17 luglio 1988 | Belgian Open, Bruxelles           | Terra rossa | Mercedes Paz       | Katerina Maleeva Raffaella Reggi  | 7–6, 6–1      |
| 4.     | 31 luglio 1988 | Citizen Cup, Amburgo              | Terra rossa | Jana Novotná       | Andrea Betzner Judith Wiesner     | 6-4, 6-2      |
| 5.     | 30 aprile 1989 | Barcelona Ladies Open, Barcellona | Terra rossa | Jana Novotná       | Arantxa Sánchez Judith Wiesner    | 6–2, 2–6, 7–6 |
| 6.     | 30 luglio 1989 | Swedish Open, Båstad              | Terra rossa | Mercedes Paz       | Sabrina Goleš Katerina Maleeva    | 6–2, 7–5      |
| 7.     | 15 luglio 1990 | Swedish Open, Båstad              | Terra rossa | Mercedes Paz       | Carin Bakkum Nicole Jagerman      | 6-3, 6-7, 6-2 |

### Doppio

#### Finali perse (7)
| Numero | Anno             | Torneo                                    | Superficie  | Compagna           | Avversarie in finale               | Punteggio |
| 1.     | 20 ottobre 1985  | Porsche Tennis Grand Prix, Filderstadt    | Cemento     | Carina Karlsson    | Hana Mandlíková Pam Shriver        | 2-6, 1-6  |
| 2.     | 20 luglio 1986   | WTA Austrian Open, Bregenz                | Terra rossa | Sabrina Goleš      | Petra Huber Petra Keppeler         | 2-6, 4-6  |
| 3.     | 5 ottobre 1986   | Hilversum Trophy, Hilversum               | Sintetico   | Catherine Tanvier  | Kathy Jordan Helena Suková         | 5-7, 1-6  |
| 4.     | 26 ottobre 1986  | Brighton International, Brighton          | Sintetico   | Catherine Tanvier  | Steffi Graf Helena Suková          | 4–6, 4-6  |
| 5.     | 17 maggio 1987   | WTA German Open, Berlino                  | Terra rossa | Catarina Lindqvist | Claudia Kohde Kilsch Helena Suková | 1–6, 2-6  |
| 6.     | 25 ottobre 1987  | Brighton International, Brighton          | Sintetico   | Catherine Tanvier  | Kathy Jordan Helena Suková         | 5–7, 1-6  |
| 7.     | 28 febbraio 1988 | Virginia Slims of Oklahoma, Oklahoma City | Cemento     | Catarina Lindqvist | Jana Novotná Catherine Suire       | 4–6, 4–6  |